# 小孔短吻獅子魚
小孔短吻獅子魚，為輻鰭魚綱鮋形目杜父魚亞目獅子魚科的其中一種，分布於南冰洋斯科舍海海域，棲息深度3817-3931公尺，為深海底棲性魚類，體長可達17.7公分，屬肉食性，生活習性不明。

## 擴展閱讀
維基物種上的相關：小孔短吻獅子魚